# Zosterop de Christmas
El zosterop de Christmas (Zosterops natalis) és un ocell de la família dels zosteròpids (Zosteropidae).

## Hàbitat i distribució
Habita zones obertes i clars dels boscos de l'illa Christmas, a l'Índic oriental.